# 吉野達彦
吉野 達彦（よしの たつひこ、1985年8月31日 - ）は、日本の男性プロレスラー、実業家。血液型B型。秋田県秋田市出身。大日本プロレス所属。
パーソナルトレーニングジムを運営している。

## 経歴
- 日本大学入学後、もずく2PAC酢のリングネームで学生プロレスを始める。
- 2004年12月4日、ガッツワールドプロレスリング新木場1stRING大会で木村剛とタッグを組んで対レオナルド高津&SAWA☆クリスタル組戦でデビュー[2]。
- 2017年1月1日、大日本プロレスに移籍。以後、関札皓太とのタッグチーム「パーティーボーイズ」で活動。
- 大日本プロレスの新たなカテゴリーとして橋本和樹と共にストロングJを新設。
- 2018年12月31日、フリーアナウンサーの眞田佳織とできちゃった結婚していたことを発表[3]。
- 2020年 BJW認定ジュニアヘビー級王座次期挑戦者決定トーナメントを制し、青木優也への挑戦権を得る。
- 第5代BJW認定ジュニアヘビー級王座を戴冠。

## 得意技
ファイヤーバード・スプラッシュ
アスリートジャーマンスープレックス
みちのくドライバーII
トラースキック
サンダー・クラッシュ
相手をファイヤーマンズキャリーの体勢で担ぎ上げ右サイドに相手の体をマットに叩きつける。変形エメラルド・フロウジョンの形で落とす。

## 入場曲
- 初代 : たどり着いたらいつも雨降り（ザ・モップス）
- 2代目 : Take My Hand（Simple Plan）
- あつまれ!パーティーピーポー（ヤバイTシャツ屋さん） - パリピのキャラクターで試合する場合に使用している。

## タイトル歴
大日本プロレス
- BJW認定ジュニアヘビー級王座 - 第5代

ガッツワールドプロレスリング
- GWC認定シングル王座 - 第8代
- GWC認定タッグ王座
- GWC認定6人タッグ王座

## 著書
- 『吉野式「空腹睡眠」ダイエット』 （2020年、辰巳出版、ISBN 4-77782-332-6）

## 連載
- ダイエット王子吉野達彦の読むだけで痩せるコラム（インフォニア「プロレスTIME」）（2016年2月10日 - 5月31日）[4]